# Einsteinstraße (München)
Die Einsteinstraße ist eine Innerorts- und Ein- und Ausfallstraße in München. Sie verläuft in den Stadtbezirken Au-Haidhausen und Bogenhausen (Stadtteile Haidhausen und Steinhausen) und ist benannt nach Albert und Alfred Einstein.

## Verlauf

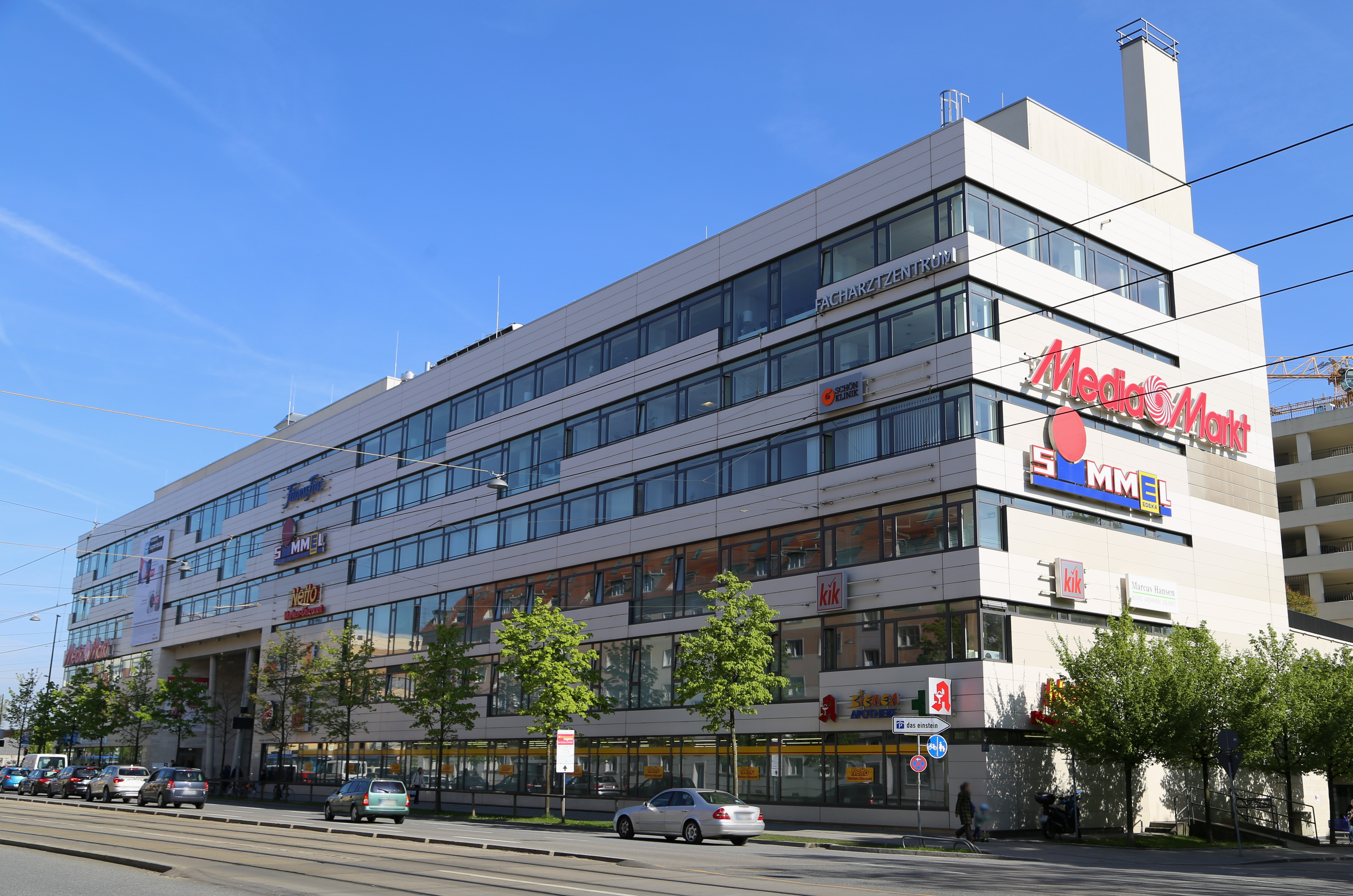
daseinstein

Die Straße bildet einen Teil der alten Landstraße von München in Richtung Wien über Mühldorf am Inn und Braunau am Inn. Sie beginnt am Max-Weber-Platz und setzt dort etwa rechtwinklig abknickend die Innere Wiener Straße sowie die in der Verlängerung der Maximilianstraße vom Maximilianeum kommende Max-Planck-Straße fort. Vom Max-Weber-Platz führt sie südlich am Klinikum rechts der Isar vorbei, verläuft am Nordrand von Alt-Haidhausen, kreuzt die Grillparzerstraße, führt nördlich an der Fridtjof-Nansen-Realschule vorbei. Sie kreuzt dann den Leuchtenbergring (Teil des Mittleren Rings, dort das Geschäftszentrum daseinstein). Jenseits des Mittleren Rings verläuft die Straße in einigem Abstand zur Bahnstrecke München–Simbach am Betriebshof Einsteinstraße der Straßenbahn München und am weiter östlich gelegenen Busdepot (Nr. 130) vorbei zum Vogelweideplatz. Dort wird der Richard-Strauss-Tunnel eingefädelt, der eine unterirdische, kreuzungsfreie Verbindung vom Mittleren Ring herstellt. Außerdem wird die Prinzregentenstraße über eine ampelgesteuerte Kreuzung eingefädelt. Am Bogenhausener Tor (auch Stadtportal München Ost) mit seiner neuen Hochhausbebauung (Bavaria Towers) geht die Einsteinstraße in die Töginger Straße über, die den Übergang zur Bundesautobahn 94 bildet.
Durch die Straße verkehrt die Straßenbahnlinie 19, die im Jahr 2016 bis zur Wendeschleife nördlich der S-Bahn-Station Berg am Laim verlängert wurde. Außerdem wird der Betriebshof der Straßenbahn über die Einsteinstraße bedient.
Unter dem Max-Weber-Platz liegt die gleichnamige U-Bahn-Station mit Verzweigung der U-Bahn-Linien U4 und U5. In der Nähe der Kreuzung mit dem Leuchtenbergring befindet sich die gleichnamige S-Bahn-Station, die über den Leuchtenbergringtunnel erreicht wird.

## Geschichte
Auf dem Gelände der Straßenbahn- und Busbetriebshöfe befand sich das bis 1927 betriebene Gaswerk am Kirchstein.

## Bezeichnung
Die Einsteinstraße trug bis 1956 die Bezeichnung Äußere Wiener Straße, im Bereich um den Vogelweideplatz hieß sie vor der Eingemeindung nach München Am Kirchstein. Die heutige Benennung der Straße würdigt den Physiker Albert Einstein und den Musikforscher Alfred Einstein.

## Bauwerke unter Denkmalschutz an der Straße
Nr. 28 (Münchner Volkshochschule, 1890/91), Nr. 32, 34 (Mietshäuser, um 1900), Nr. 42 (Unionsbräu, 1896, neben dem Hofbräukeller der letzte verbliebene Zeuge des Brauwesens in Haidhausen), Nr. 44 (Mietshaus, 1876), Nr. 46, 46a, 48 (Mietshäuser, um 1900), Nr. 54 – 62 gerade (Wohnhausgruppe, 1925/26, von Fritz Beblo und Karl Meitinger), Nr. 74 (Friedhof Haidhausen), Nr. 99 (Mietshaus, um 1870), Nr. 101 – 109 ungerade (Gruppe gleichartiger Mietshäuser, um 1860/70), Nr. 113 (Mietshaus, 1901), Nr. 121, 123, 125, 127 (Mietshäuser, um 1900), Nr. 131 (stattliches Mietshaus, um 1900), Nr. 135 (Mietshaus, um 1900), Nr. 143 (Mietshaus mit Erkerturm und Giebeln, um 1900)
- siehe auch: Liste der Baudenkmäler in Haidhausen.

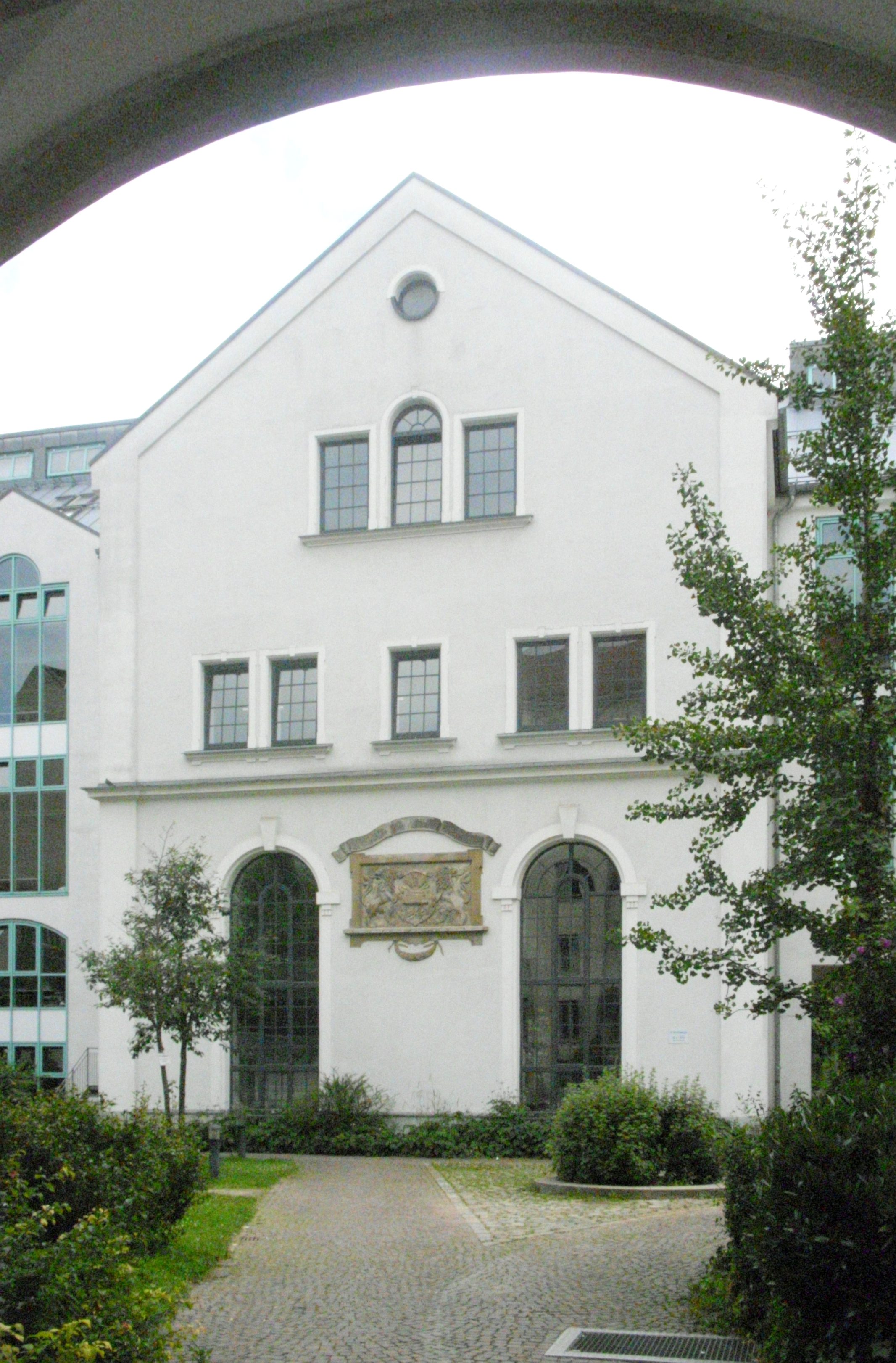
Ehemaliges Sudhaus des Unionsbräu
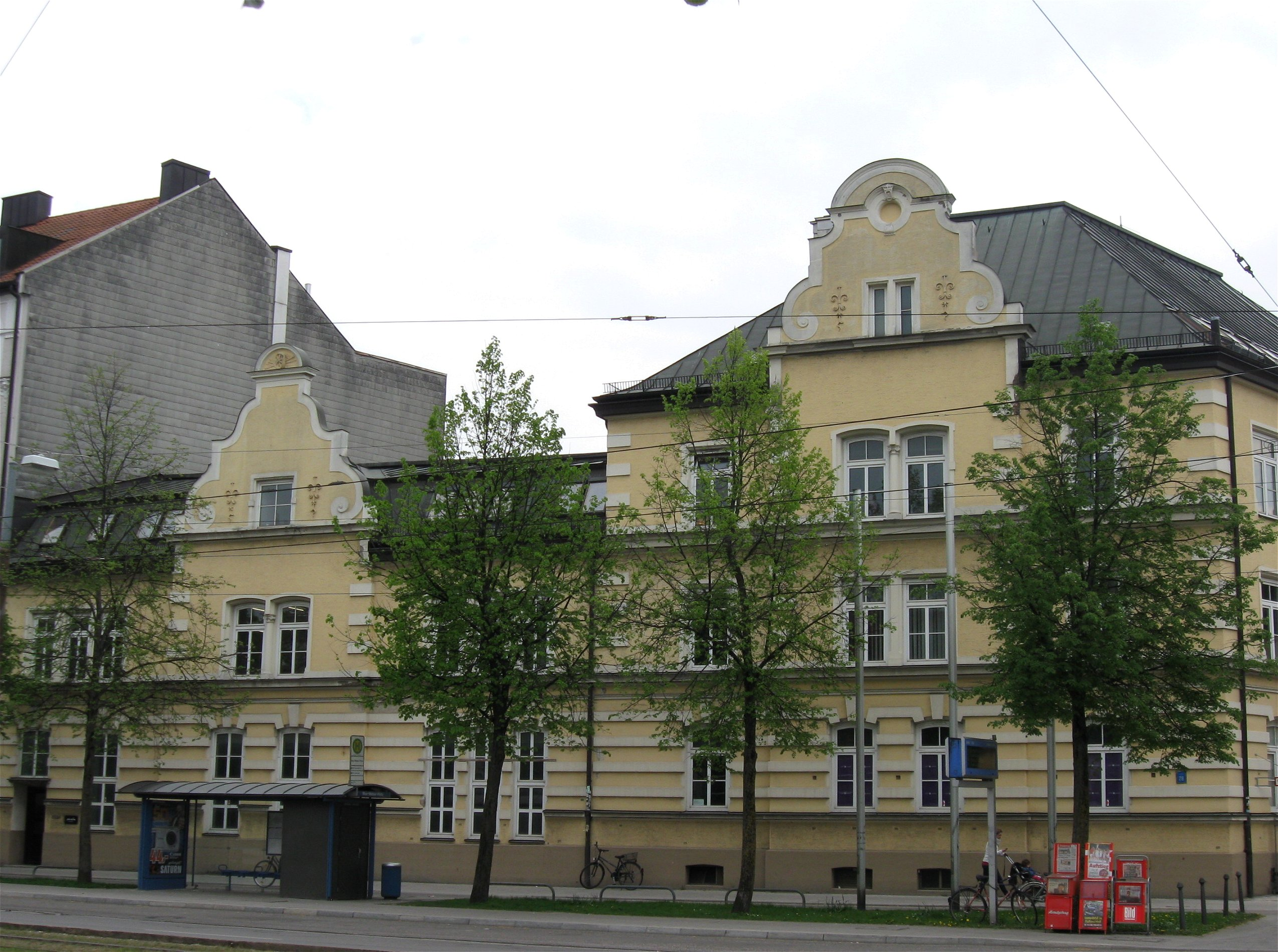
Einsteinstraße 28
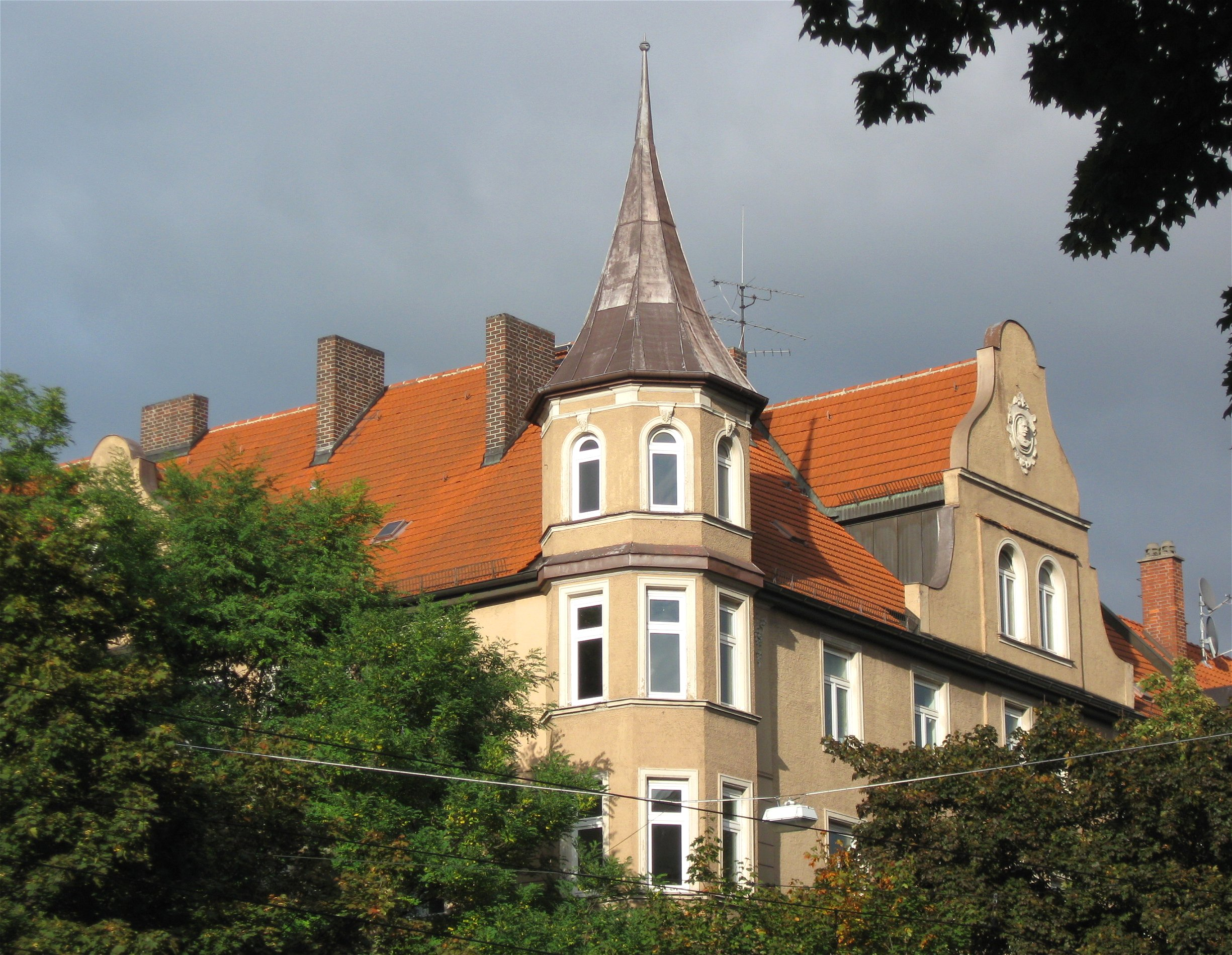
Einsteinstraße 143